# Paris-Presse
Paris-Presse est un quotidien français, édité à Paris de 1944 à 1970.
Il est créé par Philippe Barrès (1896-1975), avec Ève Curie (1904-2007), fille de Marie Curie. Ils dirigent ensemble le journal jusqu'en 1949.
Le premier numéro paraît le 13 novembre 1944. Il se tient en seconde position derrière France-Soir. En 1946, la FEP (société éditrice de France-Soir) fusionne avec Publi-France, la filiale de Hachette qui édite Paris-Presse, créant une casquette commune aux vendeurs à la criée des deux titres.
En 1948, il devient Paris-Presse-L'Intransigeant.
En 1948, Gaston Bonheur devient son rédacteur en chef avant de partir pour Paris-Match.
En 1951, souffrant de la concurrence avec France Soir, il est transformé sous l'impulsion de Max Corre.
En 1965, il n'est plus qu'une édition de France-Soir et nombre de ses plumes s'en vont : Gilbert Guilleminault  part pour  L'Aurore, de même que  Philippe Bernert, Anne Manson… 
Finalement absorbée par France-Soir, la formule disparaît en 1970. 

## Journalistes
Ont travaillé pour Paris-Presse : Marcel Haedrich (1913-2003), Gilbert Guilleminault (1914-1990), Albert Ollivier (1915-1964), Pierre Desgraupes (1918-1993), Jean Lartéguy (1920-2011), Maurice Bernardet (1921-2008), Marcel Giuglaris (1922-2010), Pierre Rey (1930-2006), Bernard Michal (1932), Alain de Sédouy (1929), Kleber Haedens (1913-1976), Marcel Natkin, Gérard de Villiers, Henri Gault (1929-2000), Jacques Médecin.